# Valentino Baldi
Valentino Baldi (Pistoia, 1774 - 22 de outubro de 1816) foi um pintor italiano, principalmente de quadratura e ornamentação em afresco e têmpera.

## Biografia
Nascido em Pistoia, ele era filho de Raffaello Baldi e estudou com Francesco Beneforti (1715-1802) em Pistoia. Lá, ele era aluno, juntamente com Baronto Tolemei. Ele então se mudou para Bolonha, onde trabalhou com Mauro Tesi. Após a morte de Tesi, Baldi recebeu apoio em Bolonha do senador Girolamo Ranuzzi, do conde Massimiliano Gini e, por último, do Senhor Biagio Bugamelli. Ele lucrava ao fazer cópias de pinturas de natureza morta.